# Jap Peter Hansen
Jap Peter Hansen (8. juli 1767 i Vesterland på Sild – 9. august 1855 i Kejtum) var en nordfrisisk forfatter. Efter at have sejlet til søs i 15 år, blev han i 1800 lærer og kordegn i Vesterland på Sild. Fra 1820 virkede han som lærer i Kejtum. Derudover ledede han en navigationsskole og skrev en række matematiske og astronomiske skrifter. I 1811 blev han ridder af Dannebrogordenen. I 1835 blev han dømt for underslæb til tre års fængsel. 
Jap Peter Hansen regnes i dag for en af grundlæggerne af den moderne nordfrisiske litteratur. Hans fortælling Di Gidtshals of di Söl'ring Pidersdei (på dansk Gniepinden eller petridagen på Sild) blev i 1809 den første trykte bog i nordfrisisk sprog. Stykket er præget af især Molière og Ludvig Holberg. I 1833 udgav han Di lekkelk Stjüürman (på dansk Den lykkelige styrmand), som regnes for den første nordfrisiske roman. Han skrev også sange som Dit Hårefstleedji (Efterårssangen) og Seemans Klaagsoong (Sømands klage). Med hans ortografi skabte han fundamentet for udviklingen af en nordfrisisk skriftsprog. 
Jap Peter Hansen er far til den sild-frisiske eventyrsamler Christian Peter Hansen. I hans hjemby Vesterland er en gade opkaldt efter ham (Jap-Peter-Hansen-Wäi).